# Frank Crowther

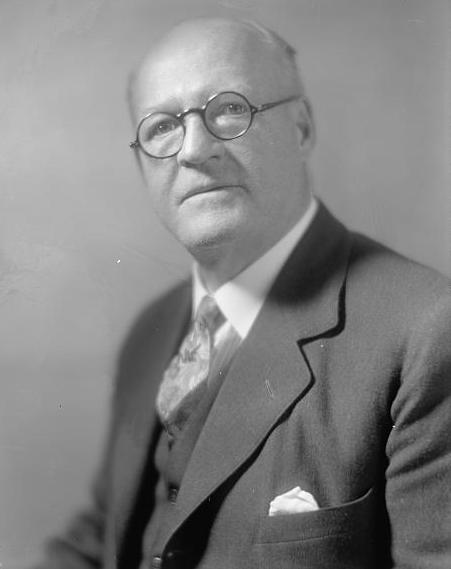
Frank Crowther

Frank Crowther (* 10. Juli 1870 in Liverpool, England; † 20. Juli 1955 in Pueblo, Colorado) war ein britisch-amerikanischer Politiker. Zwischen 1919 und 1943 vertrat er den Bundesstaat New York im US-Repräsentantenhaus.

## Werdegang
Im Jahr 1872 kam Frank Crowther mit seinen Eltern aus seiner englischen Heimat nach Canton in Massachusetts, wo er die öffentlichen Schulen besuchte. Im Jahr 1888 absolvierte er die Lowell School of Design, die zum Massachusetts Institute of Technology gehört. Danach entwarf er sieben Jahre lang Muster für Teppiche. Nach einem Studium der Zahnmedizin an der Harvard University und seiner 1898 erfolgten Zulassung als Zahnarzt begann er in Boston in diesem Beruf zu praktizieren. Im Jahr 1901 verlegte er seinen Wohnsitz und seine Praxis nach Perth Amboy in New Jersey. Dort schlug er auch als Mitglied der Republikanischen Partei eine politische Laufbahn ein. In den Jahren 1904 und 1905 saß er als Abgeordneter in der New Jersey General Assembly; von 1906 bis 1909 gehörte er dem Steuerausschuss im Middlesex County an. Seit 1912 war er in Schenectady im Staat New York ansässig, wo er weiterhin als Zahnarzt praktizierte. In den Jahren 1917 und 1918 war er Vorsitzender des dortigen Stadtrats.
Bei den Kongresswahlen des Jahres 1918 wurde Crowther im 30. Wahlbezirk von New York in das US-Repräsentantenhaus in Washington, D.C. gewählt, wo er am 4. März 1919 die Nachfolge von George R. Lunn antrat.  Nach elf Wiederwahlen konnte er bis zum 3. Januar 1943 zwölf Legislaturperioden im Kongress absolvieren. Von 1929 bis 1931 war er Vorsitzender des Committee on Memorials. In den Jahren 1919 und 1920 wurden der 18. und der 19. Verfassungszusatz ratifiziert. Dabei ging es um das Verbot des Handels mit alkoholischen Getränken sowie die bundesweite Einführung des Frauenwahlrechts. Der 18. Zusatzartikel wurde im Jahr 1933 wieder aufgehoben. In Crowthers Zeit als Kongressabgeordneter fiel auch die Weltwirtschaftskrise. Seit 1933 wurden die New-Deal-Gesetze der Roosevelt-Regierung verabschiedet, denen seine Partei eher ablehnend gegenüberstand. 1935 wurden erstmals die Bestimmungen des 20. Verfassungszusatzes angewendet, wonach die Legislaturperiode des Kongresses jeweils am 3. Januar endet bzw. beginnt. Seit 1941 war auch die Arbeit des Kongresses von den Ereignissen des Zweiten Weltkriegs geprägt.
Im Jahr 1942 verzichtete Crowther auf eine weitere Kongresskandidatur. Nach dem Ende seiner Zeit im US-Repräsentantenhaus zog er nach Pueblo in Colorado, wo er sich mit kulturellen Angelegenheiten wie einem Violinstudium und der Landschaftsmalerei befasste. Außerdem hielt er öffentliche Vorträge. Frank Crowther starb am 20. Juli 1955 in Pueblo, wo er auch beigesetzt wurde.